# Kis-My-Ft2
Kis-My-Ft2(일본어: キスマイフットツー 기스마이훗토쓰[*])는 일본 남성 아이돌 그룹이다. 소속 사무소는 STARTO ENTERTAINMENT.

## 멤버
그룹 이름의 유래인 이니셜 순서이고, 머릿말의 알파벳은 해당 멤버의 이니셜이다.
| 이름                                          | 프로필                                        | 멤버 컬러 |
| --------------------------------------------- | --------------------------------------------- | --------- |
| y 요코오 와타루(부사이쿠 리더) (横尾渉)       | 1986년 5월 16일(39세), A형, 카나가와 현 출신  | 오렌지    |
| M 미야타 토시야(부사이쿠 서브리더) (宮田俊哉) | 1988년 9월 14일(36세), A형, 카나가와 현 출신  | 퍼플      |
| s 센가 켄토(부사이쿠 멤버) (千賀健永)         | 1991년 3월 23일(34세), AB형, 아이치현 출신    | 하늘      |
| 2 니카이도 타카시(부사이쿠 멤버) (二階堂高嗣) | 1990년 8월 6일(35세), B형, 도쿄 도 출신       | 그린      |
| F 후지가야 타이스케(배우) (藤ヶ谷太輔)        | 1987년 6월 25일(38세), AB형, 카나가와 현 출신 | 핑크      |
| t 타마모리 유타(배우) (玉森裕太)              | 1990년 3월 17일(35세), B형, 도쿄도 출신       | 옐로우    |

그룹 이름의 유래인 이니셜 순서이고, 머릿말의 알파벳은 해당 멤버의 이니셜이다.
| 이름                            | 프로필                                       | 멤버 컬러 | 비고                                                                  |
| ------------------------------- | -------------------------------------------- | --------- | --------------------------------------------------------------------- |
| Ki 키타야마 히로미츠 (北山宏光) | 1985년 9월 17일(39세), A형, 카나가와 현 출신 | 레드      | 최연장자, 2023년 8월 31일 Kis-My-Ft2를 졸업하고 쟈니즈 사무소를 퇴소. |

#### 유닛
부사이쿠

## 개요
2004년 4월 4일, NHK의 방송 프로그램 《소년구락부》에서 Jr.BOYS로 활동하고 있던 키타야마 히로미츠, 후지가야 타이스케, K.K.Kity로 활동하고 있던 이이다 쿄헤이, 요코오 와타루, 쟈니즈 주니어의 마츠모토 코헤이, 토미타 마오, 센가 켄토가 모여 유닛 Kis-My-Ft.을 결성해 활동하였다.
그 후, 2005년 7월 26일에 Kis-My-Ft2를 결성해, 시나가와 스텔라 볼에서 열린 이벤트 SUMMARY를 시작으로 활동을 개시했다. 히카루GENJI를 방불케하는 롤러 스케이트 퍼포먼스를 주로 선보이지만, 쟈니즈 사무소의 사장 쟈니 키타가와는 "그들은 그것(롤러 스케이트)만 능숙한 것이 아니라, 뭐든 잘할 수 있다."고 평가하였다.
유닛 결성 이후, 전 Kis-My-Ft.의 멤버 키타야마, 요코오, 후지가야, 이이다와 전 A.B.C.Jr. 멤버 미야타, 타마모리, 니카이도, 센가로 나뉘어 활동하기도 한다. 이 때문에 전 Kis-My-Ft.은 형팀, 전 A.B.C.Jr.는 동생팀으로 불린다.
2006년에 이이다가 탈퇴해 현재의 7명이 되었다.
2011년 8월 10일, 싱글 Everybody Go(avex trax)로 CD 데뷔하였다. 이 싱글은 대한민국, 타이완, 홍콩, 타이, 필리핀, 싱가포르, 말레이시아 등 7개 국가에서 동시 발매되었다. 본래 5월에 발매될 예정이었으나, 동일본 대지진의 영향으로 곡의 방향성을 변경했기 때문에 8월로 발매가 늦춰졌다. 쟈니 키타가와 사장은 2010년 9월에 상영된 Kis-My-Ft2 주연의 연극 《소년들~창살 없는 감옥~》을 보고 데뷔를 결정하였다고 한다.

## 음반 목록

### 싱글
|    | 발매일           | 타이틀 | 순위 |
| -- | ---------------- | --- | ---- |
| 1  | 2011년 8월 10일  | Everybody Go | 1    |
| 2  | 2011년 12월 14일 | We never give up!                                                                                                   | 1    |
| 3  | 2012년 3월 21일  | SHE! HER! HER! | 1    |
| 4  | 2012년 8월 15일  | WANNA BEEEE!!!/Shake It Up                                                                                          | 1    |
| 5  | 2012년 11월 14일 | アイノビート 사랑의 비트                                                                                            | 1    |
| 6  | 2013년 2월 13일  | My Resistance -タシカナモノ-/運命Girl My Resistance -확실한 것-/운명 Girl                                           | 1    |
| 7  | 2013년 3월 27일  | キ・ス・ウ・マ・イ ～KISS YOUR MIND～/S.O.S (Smile On Smile) 키·스·우·마·이 ~KISS YOUR MIND~/S.O.S (Smile On Smile) | 1    |
| 8  | 2013년 8월 14일  | キミとのキセキ 너와의 기적                                                                                          | 1    |
| 9  | 2013년 11월 13일 | SNOW DOMEの約束/Luv Sick SNOW DOME의 약속/Luv Sick                                                                  | 1    |
| 10 | 2014년 3월 5일   | 光のシグナル 빛의 시그널                                                                                            | 1    |
| 11 | 2014년 8월 13일  | Another Future | 1    |
| 12 | 2014년 12월 24일 | Thank youじゃん! Thank you잖아!                                                                                     | 1    |
| 13 | 2015년 3월 25일  | Kiss魂 Kiss 영혼 | 1    |
| 14 | 2015년 10월 14일 | AAO | 1    |
| 15 | 2015년 11월 11일 | 最後もやっぱり君 마지막도 역시 너                                                                                   | 1    |
| 16 | 2016년 3월 16일  | Gravity | 1    |
| 17 | 2016년 8월 24일  | Sha la la☆Summer Time                                                                                               | 1    |
| 18 | 2017년 3월 1일   | INTER | 1    |
| 19 | 2017년 6월 7일   | PICK IT UP | 1    |
| 20 | 2017년 11월 29일 | 赤い果実 붉은 열매                                                                                                  | 1    |
| -  | 2018년 4월 25일  | You&Me (HOME/ZERO) (한정 발매)                                                                                      | -    |
| 21 | 2018년 7월 11일  | LOVE | 1    |
| 22 | 2018년 10월 3일  | 君、僕。 너, 나. | 1    |
| 23 | 2019년 2월 6일   | 君を大好きだ 너를 좋아해                                                                                            | 1    |
| 24 | 2019년 7월 30일  | HANDS UP | 1    |
| 25 | 2019년 11월 13일 | Edge of Days | 1    |
| 26 | 2020년 9월 16일  | ENDLESS SUMMER | 1    |
| 27 | 2021년 2월 24일  | Luv Bias | 1    |
| 28 | 2021년 9월 15일  | Fear/SO BLUE | 1    |
| 29 | 2022년 8월 17일  | Two as One | -    |

### 앨범

#### 오리지널 앨범
|   | 발매일          | 타이틀                 | 순위 |
| - | --------------- | ---------------------- | ---- |
| 1 | 2012년 3월 28일 | Kis-My-1st             | 1    |
| 2 | 2013년 3월 27일 | Goodいくぜ! Good 가자! | 1    |
| 3 | 2014년 7월 2일  | Kis-My-Journey         | 1    |
| 4 | 2015년 7월 1일  | KIS-MY-WORLD           | 1    |
| 5 | 2016년 6월 22일 | I SCREAM               | 1    |
| 6 | 2017년 5월 3일  | MUSIC COLOSSEUM        | 1    |
| 7 | 2018년 4월 25일 | Yummy!!                | 1    |
| 8 | 2019년 4월 24일 | FREE HUGS!             | 1    |
| 9 | 2020년 3월 25일 | To-y2                  | 1    |

#### 베스트 앨범
|   | 발매일          | 타이틀             | 순위 |
| - | --------------- | ------------------ | ---- |
| 1 | 2014년 3월 26일 | HIT! HIT! HIT!     | 1    |
| 2 | 2021년 8월 10일 | BEST of Kis-My-Ft2 | 1    |

### 다운로드 한정
|   | 발매일         | 타이틀    | 비고                    |
| - | -------------- | --------- | ----------------------- |
| 1 | 2010년 7월 5일 | 祈り 기원 | dwango.jp 독점 다운로드 |
| 2 | 2010년 7월 5일 | FIRE BEAT | dwango.jp 독점 다운로드 |

### 영상 작품
|   | 발매일           | 타이틀 | 순위 | 비고                  |
| - | ---------------- | --- | ---- | --------------------- |
| 1 | 2011년 10월 26일 | Kis-My-Ftに逢えるde Show vol.3 at 国立代々木第一体育館 2011.2.12                                                                     | 2    |                       |
| 2 | 2011년 10월 26일 | Kis-My-Ft2 Debut Tour 2011 Everybody Go at 横浜アリーナ 2011.7.31                                                                    | 1    |                       |
| - | 2011년 10월 26일 | Kis-My-Ftに逢えるde Show vol.3 at 国立代々木第一体育館 2011.2.12 / Kis-My-Ft2 Debut Tour 2011 Everybody Go at 横浜アリーナ 2011.7.31 |      | 상기 2작 세트         |
| 3 | 2012년 6월 20일  | Kis-My-MiNT Tour at 東京ドーム 2012.4.8 Kis-My-Ft2 Kis-My-MiNT Tour at 도쿄 돔 2012.4.8                                              | 1    |                       |
| 4 | 2013년 3월 27일  | YOSHIO -new member- | 1    |                       |
| - | 2013년 12월 20일 | LUCKY SEVEN!! |      | 〈Kis-My-Ft7〉 명의   |
| 5 | 2014년 1월 29일  | SNOW DOMEの約束 IN TOKYO DOME 2013.11.16 SNOW DOME의 약속 IN TOKYO DOME 2013.11.16                                                   | 1    |                       |
| - | 2015년 1월 7일   | Kis-My-Ftに逢えるde Show vol.3 at 国立代々木第一体育館 2011.2.12                                                                     |      | 블루레이,MC 추가 수록 |
| - | 2015년 1월 7일   | Kis-My-Ft2 Debut Tour 2011 Everybody Go at 横浜アリーナ 2011.7.31                                                                    |      | 블루레이,MC 추가 수록 |
| - | 2015년 1월 7일   | Kis-My-MiNT Tour at 東京ドーム 2012.4.8                                                                                              |      | 블루레이,MC 추가 수록 |
| - | 2015년 1월 7일   | SNOW DOMEの約束 IN TOKYO DOME 2013.11.16                                                                                             |      | 블루레이,MC 추가 수록 |
| 6 | 2015년 2월 4일   | 『2014 Concert Tour Kis-My-Journey』                                                                                                 | 1    |                       |
| 7 | 2016년 1월 20일  | 2015 CONCERT TOUR KIS-MY-WORLD | 1    |                       |
| 8 | 2016년 12월 21일 | CONCERT TOUR 2016 I SCREAM | 1    |                       |

### CD 미수록곡
- 솔로에 대해서는 개인 기사를 참조

2006년
- Ready? (작사: 시라이 유우키, 아라타 미카 / 작곡: 하라다 타쿠야) - 가사는 2패턴 있다.
- Kis-My-Me-Mine (작사: 시라이 유우키, 아라타 마사토 / 작곡: 하라다 타쿠야) - CD화는 되었지만, 초기 Ver.은 미CD화이다.

2008년
- Daybreaker (작사: michiko motohashi / 작곡: 카토 유스케) - A.B.C-Z와의 콜라보곡

2011년
- No.1~FIRE BEAT (작사: 무라노 쵹큐 / 작곡: velvetronica / 편곡: 미야나가 지로) - 드라마 〈미사키 넘버 원!!〉 OP 테마 - 키타야마·후지가야
- いつもありがとう / 언제나 고마워 (작사: 후지가야 타이스케 / 작곡: 키타야마 히로미츠) - 후지가야·키타야마의 스페셜 라이브 〈민나 크리에니 키테크리에!〉에서 피로 - 후지가야·키타야마

## 타이업
| 노래                                                                    | 타이업                                                                   | 작품                                                                       |
| ----------------------------------------------------------------------- | ------------------------------------------------------------------------ | -------------------------------------------------------------------------- |
| FIRE BEAT                                                               | 도완고 dwango.jp 광고 음악                                               | 1st 앨범 《Kis-My-1st》                                                    |
| 祈り 기원                                                               | 도완고 dwango.jp 광고 음악                                               | 1st 앨범 《Kis-My-1st》                                                    |
| No.1~FIRE BEAT                                                          | NTV 《미사키 넘버 원!!》 오프닝 테마                                     |                                                                            |
| Everybody Go                                                            | TBS 《미남이시네요》 주제가                                              | 1st 싱글 〈Everybody go〉                                                  |
| We never give up!                                                       | 로손 〈엘파카〉 광고 음악                                                | 2nd 싱글 〈We never give up!〉                                             |
| Kis-My-Venus                                                            | 후지 TV 《모시모 투어즈》 테마곡                                         | 2nd 싱글 〈We never give up!〉                                             |
| Deep your voice                                                         | 후지 TV 《모시모 투어즈》 테마곡                                         | 3rd 싱글 〈SHE! HER! HER!〉                                                |
| SHE! HER! HER!                                                          | 글리코 Watering KISSMINT CM송                                            | 3rd 싱글 〈SHE! HER! HER!〉                                                |
| Shake It Up                                                             | NTV 《사립 바카레아 고교》 오프닝 테마                                   | 4th 싱글 〈WANNA BEEEE!!!/Shake It Up〉                                    |
| WANNA BEEEE!!!                                                          | TBS 《비기너즈!》 주제가                                                 | 4th 싱글 〈WANNA BEEEE!!!/Shake It Up〉                                    |
| Summer Lover                                                            | 후지 TV 《모시모 투어즈》 테마곡                                         | 4th 싱글 〈WANNA BEEEE!!!/Shake It Up〉                                    |
| Winter Lover                                                            | 후지 TV 《모시모 투어즈》 테마곡                                         | 5th 싱글 〈アイノビート〉                                                  |
| My Resistance -タシカナモノ- My Resistance -확실한 것-                  | TV 아사히 《노부나가의 셰프》 주제가                                     | 6th 싱글 〈My Resistance -タシカナモノ-/運命Girl〉                         |
| 運命Girl 운명Girl                                                       | 세븐&아이 홀딩스 밸런타인 페어 CM송                                      | 6th 싱글 〈My Resistance -タシカナモノ-/運命Girl〉                         |
| キ・ス・ウ・マ・イ 〜KISS YOUR MIND〜 키·스·우·마·이 〜KISS YOUR MIND〜 | 글리코 Watering KISSMINT CM송                                            | 7th 싱글 〈キ・ス・ウ・マ・イ 〜KISS YOUR MIND〜/ S.O.S (Smile On Smile)〉 |
| S.O.S (Smile On Smile)                                                  | DHC 약용 아크네 컨트롤 시리즈 CM송                                       | 7th 싱글 〈キ・ス・ウ・マ・イ 〜KISS YOUR MIND〜/ S.O.S (Smile On Smile)〉 |
| keep on smile                                                           | 후지 TV 《모시모 투어즈》 테마곡                                         | 7th 싱글 〈キ・ス・ウ・マ・イ 〜KISS YOUR MIND〜/ S.O.S (Smile On Smile)〉 |
| キミとのキセキ 너와의 기적                                              | TBS 《핀토코나》 주제가                                                  | 8th 싱글 〈キミとのキセキ〉                                                |
| Diamond Honey                                                           | DHC 약용 아크네 컨트롤 시리즈 CM송, 후지 TV 《모시모 투어즈》 테마곡     | 8th 싱글 〈キミとのキセキ〉                                                |
| SNOW DOMEの約束 SNOW DOME의 약속                                        | 세븐 일레븐 재팬 세븐 일레븐 페어 CM송                                   | 9th 싱글 〈SNOW DOMEの約束/Luv Sick〉                                      |
| Luv Sick                                                                | NTV 드라마 《가면 티처》 주제가                                          | 9th 싱글 〈SNOW DOMEの約束/Luv Sick〉                                      |
| モテたいぜ トゥナイト 인기있고 싶어 오늘밤                              | NTV 드라마 《재판장님! 배가 고픕니다》 주제가                            | 9th 싱글 〈SNOW DOMEの約束/Luv Sick〉                                      |
| 光のシグナル 빛의 신호                                                  | 영화 《극장판 도라에몽 진구의 아프리카 모험: 베코와 5인의 탐험대》주제가 | 10th 싱글 〈光のシグナル〉                                                 |
| ずっと～You are my Everything～                                         | 우나코와 방충 당번 CM송                                                  | 10th 싱글 〈光のシグナル〉                                                 |
| Crush! Crush! Crush!                                                    | 후지 TV 《모시모 투어즈》 테마곡                                         | 10th 싱글 〈光のシグナル〉                                                 |
| 3.6.5                                                                   | DHC 약용 아크네 컨트롤 시리즈 CM송                                       | 3rd 앨범 〈Kis-My-Journey〉                                                |
| ダイスキデス 정말 좋아합니다                                            | 글리코 Watering KISSMINT CM송                                            | 3rd 앨범 〈Kis-My-Journey〉                                                |
| Another Future                                                          | TV 아사히 《노부나가의 셰프2》 주제가                                    | 11th 싱글 〈Another Future〉                                               |
| Perfect World                                                           | DHC 약용 아크네 컨트롤 시리즈 CM송                                       | 11th 싱글 〈Another Future〉                                               |
| 君にあえるから 너를 만날 수 있으니까                                    | 홋카이로 따끈따끈 당번 CM송                                              | 12th 싱글 〈Thank youじゃん！〉                                            |
| Kiss魂 Kiss영혼                                                         | 글리코 Watering KISSMINT CM송                                            | 13th 싱글 〈Kiss魂〉                                                       |
| Shake Body!!                                                            | 우나코와 방충 당번 CM송                                                  | 13th 싱글 〈Kiss魂〉                                                       |
| Halley                                                                  | 후지 TV 《모시모 투어즈》 테마곡                                         | 4th 앨범 〈KIS-MY-WORLD〉                                                  |
| AAO                                                                     | 요미우리 TV · NTV 《청춘탐정 하루야~어른의 악을 허락하지 않아!~》주제가  | 14th 싱글 〈AAO〉                                                          |
| NOVEL                                                                   | 홋카이로 따끈따끈 당번 CM송                                              | 14th 싱글 〈AAO〉                                                          |
| 最後もやっぱり君 마지막도 역시 너                                       | 영화《레인트리의 나라》주제가                                            | 15th 싱글 〈最後もやっぱり君〉                                             |
| Gravity                                                                 | NTV 《MARS ~다만, 널 사랑하고 있어~》주제가                              | 16th 싱글 〈Gravity〉                                                      |
| MU-CHU-DE 恋してる MU-CHU-DE 사랑하고 있어                              | 긴자카라 CM송                                                            | 16th 싱글 〈Gravity〉                                                      |
| Sha la la☆Summer Time                                                   | 우나코와 CM송                                                            | 17th 싱글 〈Sha la la☆Summer Time〉                                        |
| DREAM STAGE                                                             | 후지 TV 《모시모 투어즈》 테마곡                                         | 17th 싱글 〈Sha la la☆Summer Time〉                                        |

## 출연

### 버라이어티 프로그램
- 알몸의 소년 (2001년 4월 7일 ~ 2009년 9월 26일, TV 아사히계 ) - 키스마이 결성 전부터 쥬니어 시절에 출연했던 방송이며 쥬니어 위주로 출연하던 방송이다. 맛있는 가게를 소개 하던 방송이었다.
- 더 소년구락부 (2005년 ~ , NHK BS 프리미엄) - 2011년 8월 5일 방송분까지는 쟈니즈 Jr.명의로의 출연했다.
- 모시모 투어즈 (2011년 10월 1일 ~ , 후지 TV 외) - 멤버가 몇 명씩, 같은 고정출연의 한냐와 격주 교대로 출연
- 흑백 재판관 버라이어티 나카이 마사히로의 수상한 소문이 모이는 도서관 (2011년 10월 4일 ~ 2013년 3월 19일, TV 아사히 계열) - 멤버가 몇명씩 출연
- 하마키스 (2011년 12월 29일·2012년 3월 23일·2012년 4월 4일 ~ 2012년 9월 26일, TV 아사히 외)
- 도카이 지방 가능한 한 제대로 조사합니다! (2012년 4월 26일 ~ 2012년 9월 20일, CBC TV·나카교 로컬) - 멤버가 몇명씩 출연
- 키스마이BUSAIKU!? (2012년 8월 18일·9월 1일·2013년 1월 26일·2월 23일·3월 23일·4월 21일 ~ , 후지 TV 외)
- 키스하마러닝→키스하마러닝2→키스하마러닝3 (2012년 10월 3일 ~ 2014년 3월 26일, TV 아사히 외)
- 나카이 마사히로의 미가 되는 도서관 (2013년 4월 2일 ~ , TV 아사히 계열)
- Kiss My Fake (2013년 7월 11일·2013년 10월 24일 ~ 2014년 3월 20일 , TBS 계열)
- 키스하마테레비 (2014년 4월 1일 ~ 2014년 9월 23일, TV 아사히 외)
- Kis-My-Ft2 presents 오피스러닝 버라이어티 OL클럽 (2014년 9월 30일 ~ 2015년 3월 24일, TV 아사히 외)
- 그 놀이를 버전 업! 키스마이GAME (2015년 3월 31일 ~ 2015년 9월 29일, TV 아사히 외)
- 키스마이 매직 ~ 모든 기술자의 신 기술과 진정한 배틀!! ~ (2015년 10월 6일 ~ 2016년 9월 27일, TV 아사히 외)
- 키스마일리지 (2016년 10월 4일 ~ ,TV 아사히 외)
- UTAGE (2014년 4월 21일 ~ 2015년 9월 28일·9월 29일, TBS 계열) - 부사이쿠 출연

### 버라이어티 파일럿 프로그램
- 도ㅡ나루 (2012년 4월 4일 , TBS 계열)
- 키스마이 챌린지! 전원만점!! (2014년 1월 19일 , 니혼테레비 계열)
- Kisssssss!! (2014년 7월 7일 , TBS 계열)
- 키스마이 배틀 ROBOT! 5번승부 (2014년 10월 16일, 니혼테레비 계열)
- 스파니치!! 키스마이헌드레드 (2015년 2월 8일, TBS 계열)
- Kis-My-Ft2 VS 솜씨 최강 마술사 TEGIWA (2015년 9월 26일, 테레비 아사히 계열)
- Kis-My-Ft2 VS 솜씨 최강 마술사 TEGIWA (2015년 12월 30일, 테레비 아사히 계열)

### CM
- 도완고 (2010년) - 〈FIRE BEAT〉편, 〈기원〉편의 4종.
- 에자키 글리코 〈워터링 키스민트껌〉 (2012년 3월 12일 ~ )
- 세븐&아이 홀딩스 〈밸런타인 페어〉 (2013년)
- DHC 〈DHC 약용 아크네 컨트롤 시리즈〉 (2013년 3월 7일 ~ )
- 세븐일레븐 재팬 〈세븐일레븐 페어〉 (2013년 ~ 2015년 초)
- 코와 〈우나코와 방충 당번〉 (2014년 3월 25일 ~ )
- 아사히 <스파이럴 그레이프> (2014년 6월 ~ ) - [부사이쿠]
- NatureLab <LAVONS LE LINGE> (2014년 9월 ~ ) [타마모리 유타]
- 엠씨넷 워크스 재팬 <긴자카라> (2015년 4월 ~ ) [후지가야 타이스케]
- 코와 〈홋카이로 따끈따끈 당번〉 (2014년 10월 1일 ~ )
- 코와 <캬베시리즈> (2014년 12월 1일~ )- [부사이쿠]
- 남코 <남코 시설 캠페인> (2015년 12월 26일 ~ )

### 라디오
- Kis-My-Ft2 키스마이 Radio (2011년 10월 6일 ~ , 분카 방송)

### 콘서트

#### 단독 콘서트
- 2008년
  - A.B.C.-Z Kis-My-Ft2 First Concert in 요코하마 아레나
  - A.B.C-Z Kis-My-Ft2 First Concert 재재추가공연!

- 2009년
  - Kis-My-Ft니 아에루 de Show

- 2010년
  - Kis-My-Ft니010 아에루 de Show

- 2010년 ~ 2011년
  - Kis-My-Ft니 아에루 de show vol.3

- 2011년
  - Kis-My-Ft2 Debut Tour 2011 Everybody Go
  - Kis-My-Ft2 Debut Tour 2011 Everybody Go to TOKYO DOME

- 2012년
  - Kis-My-Ft2 Kis-My-MiNT Tour

- 2013년
  - Kis-My-Ft2 Live Tour Good 가자!
  - SNOW DOME의 약속 IN 도쿄 돔 IN 오사카 돔

- 2014년
  - 2014 Concert Tour 〈Kis-My-Journey〉 4대 돔투어

- 2015년
  - 2015 CONCERT TOUR 〈KIS-MY-WORLD〉 4대 돔투어

- 2016년
  - 2016 CONCERT TOUR 〈I SCREAM〉 4대 돔투어

#### 그 외의 콘서트
- 2006년 8월 15일 ~ 24일: 쟈니즈 Jr.의 대모험!
- 2006년 9월 30일 ~ 10월 1일: you들의 음악 대운동회
- 2007년 1월 2일 ~ 7일: 2007 근하신년 새해 복 많이 받으세요 쟈니즈 Jr. 대집합
- 2007년 8월 15일 ~ 24일: 쟈니즈 Jr.의 대모험! '07 @메리디안
- 2008년 8월 2일 ~ 9월 5일: SUMMARY 2008
- 2008년 12월 20일 ~ 21일: 우치 히로키 연말 연시 Rock한 동료들 대집합!
- 2009년 3월 7일 ~ 4월 4일: UCHI 히로키 우치 HIROCKY
- 2010년 5월 2일 ~ 8월 28일: KAT-TUN WORLD BIG TOUR

### 서적
- Kis-My-Ft2 첫번째 사진집「Kis-My-Ft2-1st」(촬영: HARUMI YOSHIMURA, 2010년 10월 20일, 와니북스) ISBN 978-4-8470-4308-6
- Kis-My-Ft2 2012.4-2013.3 쟈니스공식캘린더 (2012년 3월 10일, 코단사)
- Kis-My-Ft2 2013.4-2014.3 오피셜캘린더(2013년 3월 9일, 코단사)
- 裸の時代 (2013년 7월 19일, 슈에이샤)
- Kis-My-Ft2 2014.4-2015.3 캘린더 (2014년 3월 8일,홈사)
- Kis-My-Ft2 2015.4-2016.3 캘린더 (2015년 3월 7일,코분사)
- Kis-My-Ft2 Calendar 2016.4-2017.3 (2016년 3월 9일,소학관)

## 수상력
2012년
- 제26회 일본 골드 디스크 대상 NEW ARTIST OF THE YEAR 방악 부문, BEST 5 NEW ARTISTS 방악 부문

## Kis-My-Ft.
Kis-My-Ft.(일본어: キスマイフット 기스마이훗토[*])는 Kis-My-Ft2의 전신이 되는 유닛이다.
2004년 4월에 결성. 그룹명은 당시 멤버의 이니셜로부터 1문자씩 잡아 붙여졌다. 롤러 스케이트로의 퍼포먼스가 주요하고, 그 스타일은 Kis-My-Ft2에 계승해져 간다.
2005년 7월, 전술한 키타야마·요코·후지가야·이이다에, A.B.C.Jr.이었던 센가·미야타·타마모리·니카이도가 더해지고, Kis-My-Ft2를 결성해 활동해 나가게 된다. 마스다 타카히사(NEWS 멤버), 이노오 케이(Hey! Say! JUMP 멤버), 마츠모토 코헤이, 토미타 마오가 빠지면서 A.B.C. Jr.멤버들과 합쳐 Kis-My-Ft2가 결성되었다.

### 콘서트
- SUMMARY of Johnny's World (2004년 8월 8일 ~ 29일)